# Alois Kraemer
Alois Kraemer (* 7. Januar 1899 in Föckelberg; † 1. Dezember 1983 in Landau in der Pfalz) war ein deutscher Druckereibesitzer und Politiker. Nach dem Zweiten Weltkrieg war er von 1946 bis 1964 der erste Oberbürgermeister der Stadt Landau.

## Leben und Wirken
Kraemer studierte Politologie und wurde zum Dr. rer. pol. promoviert.
Am 22. September 1946 trat der Rat der Stadt Landau in der Pfalz zusammen. Kraemer wurde von dem Fraktionsführer der CDU als einzigen Bewerber für den Oberbürgermeisterposten vorgeschlagen. Die Wahl erfolgte mit 22 Ja-Stimmen sowie zwei Enthaltungen. 
In den 1950er Jahren wurde er bei Wahlen für den Bezirksvorstand der CDU von dem jungen Helmut Kohl herausgefordert, welcher sich erfolgreich gegen den Landauer Bürgermeister durchsetzen konnte. „Für Kohl war das ein riskantes Unternehmen, aber es war ein kalkuliertes Risiko, denn sein Gegner entsprach dem ‚Feindbild’ Kohls und seiner Freunde, war ‚kirchenhörig’. Oberbürgermeister Kraemer galt als ‚stockkonservativ’, besaß eine Druckerei in Landau und war Verleger einer Parteizeitung.“

## Ehrungen
- Als Alois Kraemer am 31. Januar 1964 wegen Erreichung der Altersgrenze aus seinem Amt als Oberbürgermeister der Stadt Landau i. d. Pfalz schied, wurde er mit dem großen Bundesverdienstkreuz ausgezeichnet.[5]
- 1969 wurde er zum Ehrenbürger der Stadt ernannt.
- In Landau ist eine Straße nach Alois Kraemer benannt.

## Werke
- Die knorrige Eiche. Ein Bericht über eine schwere Zeit und den Versuch, sie zu bewältigen. Landau-Wollmesheim: Schwarz 1978.